# Påskäggsträd

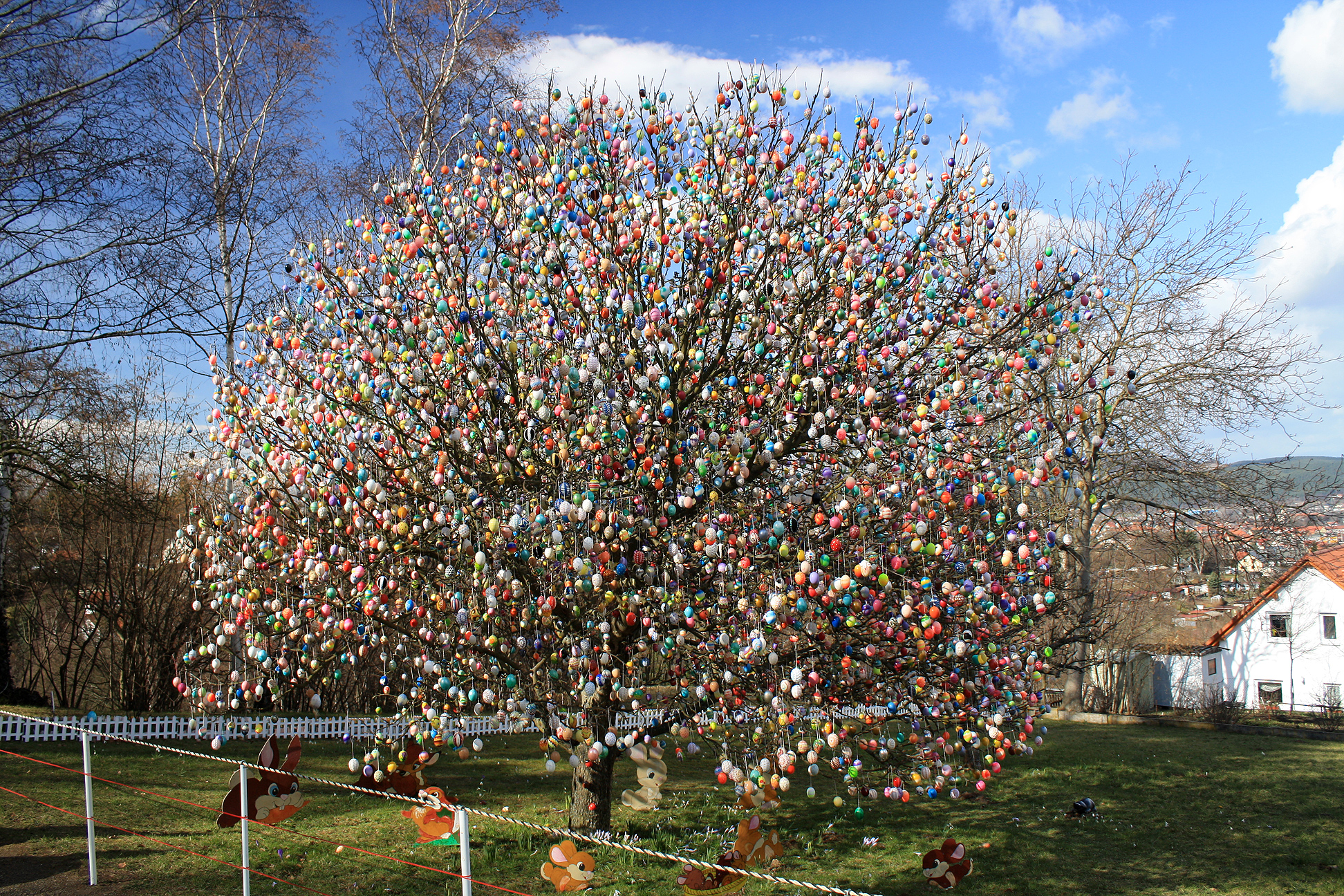
Påskäggsträd i Saalfeld dekorerat med 9 200 ägg, 24 mars 2009.

Påskäggsträd är träd dekorerade med påskägg. Att dekorera träd och buskar med påskägg är en gammal tysk tradition. Dessa träd kallas för påskäggsträd eller Ostereierbaum. Ett välkänt exempel är påskäggsträdet i Saalfeld, kallat Saalfelder Ostereierbaum, i Thüringen.

## Historia

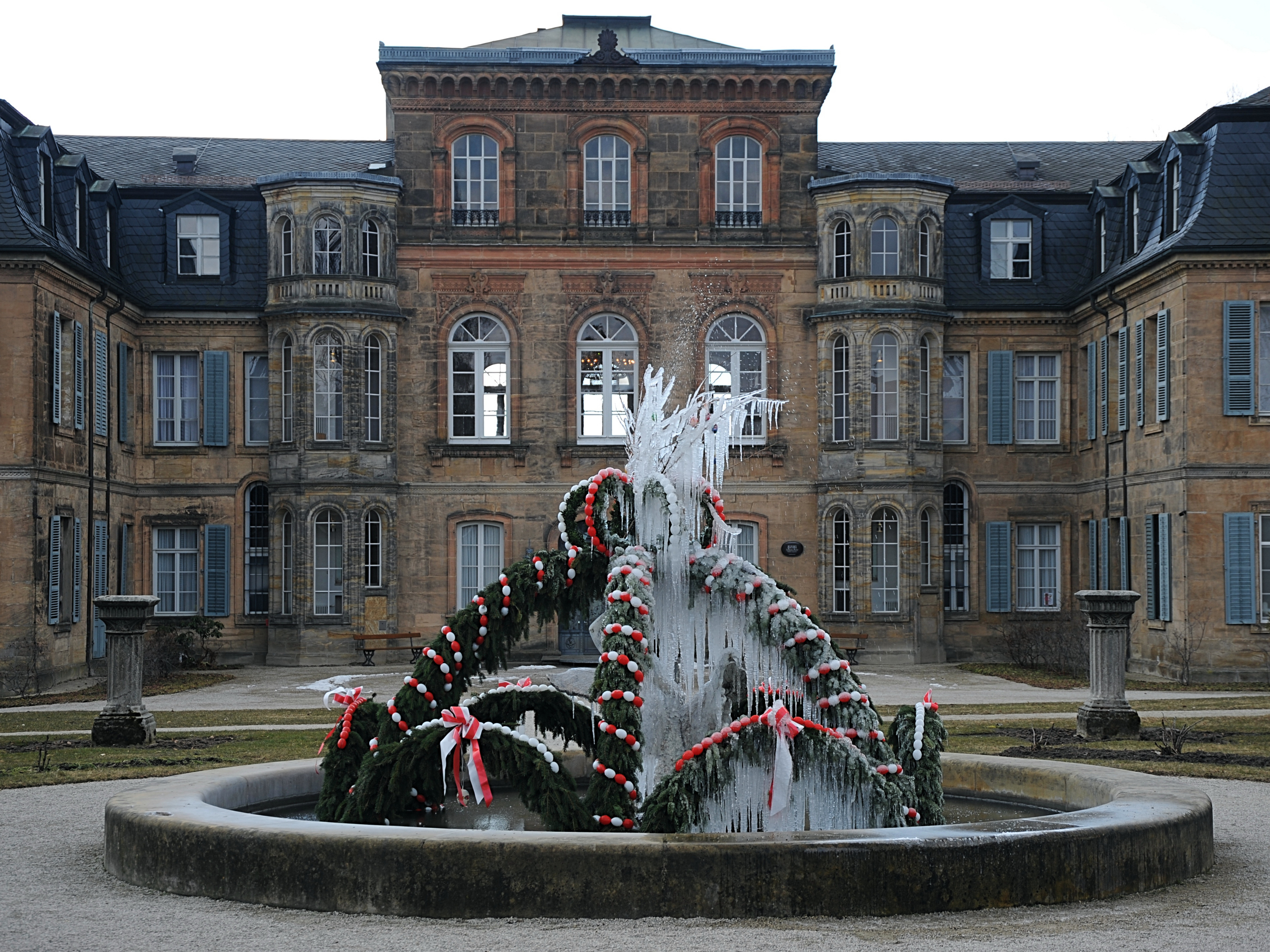
Påskäggsbrunn i Eckersdorf.

Att dekorera bara grenar på träd och buskar med påskägg på våren är en mycket gammal tradition i Tyskland med osäkert ursprung.
Äggen har varit livets och förnyelsens symbol sedan antiken och runt om i världen. Påskäggen hängdes på träd och buskar i trädgården och även på späda avklippta grenar som togs in i huset och i hemmen, inte olikt påskriset i Sverige.
Denna tradition kan man numera finna huvudsakligen i  Tyskland och Österrike, men även på andra ställen med tyskinfluerade traditioner såsom Ukraina, Polen, Tjeckien, Ungern  och även i USA, speciellt i det tyskinfluerade  Pennsylvania.
Påskäggsträd är ibland dekorerade  till 1 maj, jul, pingst och till sommarsolståndet. Andra tyska traditioner som hänger samman med företeelsen är att även att klä vattenkällor och brunnar med påskägg, kallade Osterbrunnen, och påskharen.

## Påskäggsträdet i Saalfeld
Ett välkänt exempel på ett påskträd är påskäggsträdet från Saalfeld, Saalfelder Ostereierbaum, ett äppelträd som finns i Volker Krafts trädgård i Saalfeld i Thüringen i Tyskland.
Kraft och hans familj började dekorera detta träd 1965, den första dekorationen bestod av endast arton ägg. År 1994 hade familjen Krafts ökat antalet ägg till ungefär 350 påskägg. Trädet växte och allt fler ägg sattes upp varje påsk. Äggen plockades sedan ner och återanvändes nästa år.
Mellan 1994 och 2009 utökades antalet ägg på påskträdet till 700 påskägg, som blev det slutgiltiga antalet ägg som sattes upp på trädet varje påsk. Många ägg blåste ner, gick sönder eller blev stulna; därför blev det oftast endast cirka 590 ägg kvar när de plockades ner igen. År 2012 var det mer än 10 000 ägg på påskäggsträdet och Kraft och hans familj sade att de nu var nöjda med antalet ägg.
Från 2003 har trädet beskrivits i olika tidningar från Nederländerna, Kuwait, Österrike, Spanien, Australien, Thailand, USA och Sydafrika. Mängden besökare har ökat och det kostar inget att titta på trädet. Kraft har räknat besökarna som var omkring 8000 år 2011.

### Dekoration
Familjen startar med att hänga upp äggen i trädet någon gång mellan februari och mars, beroende på vädret under påsken. År 2009 tog det nio dagar att hänga upp alla äggen. De använder stegar för att nå upp till de högsta grenarna och startar inifrån och ut med att hänga äggen på grenarna. De tar ner äggen innan lövsprickningen.
Alla ägg är gjorda av munblåsta ägg. Några är enfärgade och sprayade med färg medan andra har mönster. Nya teman används varje år. Några mönster representerar byggnader från staden, andra är dekorerade med motiv av internationellt kända byggnader. Några ägg har virkade ytterhöljen som skydd mot väder och vind. Vissa ägg är perforerade medan andra är dekorerade för att likna grodor, sköldpaddor,  igelkottar och luftballonger.
Efter att trädet med åren har blivit en sevärdhet tar även besökare med sig egna påskägg som de hänger i trädet. Därför finns även ägg från andra länder numera representerade på påskäggsträdet. De mest värdefulla ägg som donerats visas upp i en speciell monter.

## Flest ägg
Det träd som har rekord i antal påskägg finns i Zoologiska trädgården i Rostock, där man år 2007 dekorerade en rödek med 79 596 målade äggskal. Detta medförde att det kom med i Guinness rekordbok.

## Bilder

Påskäggsträd
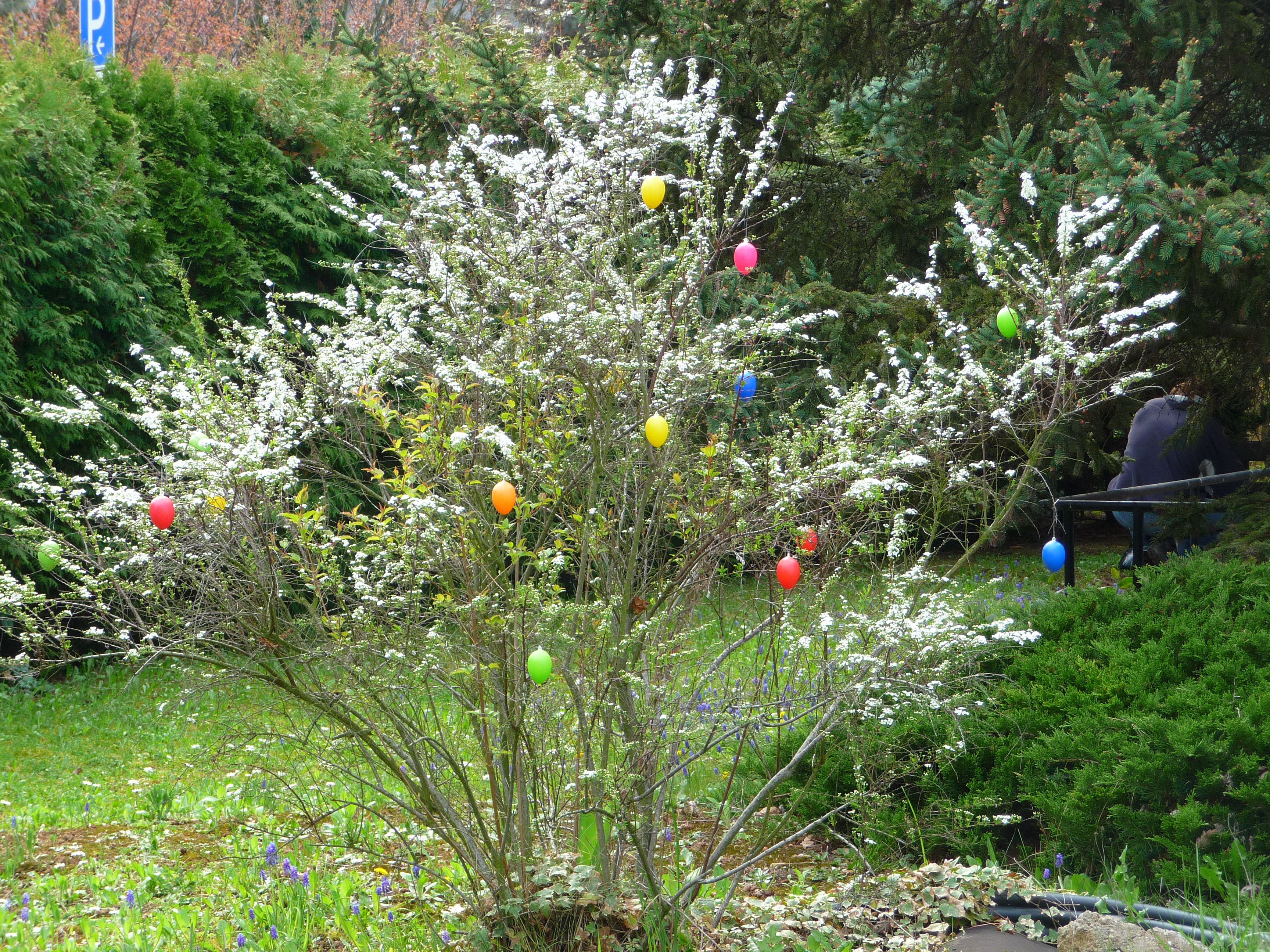
Litet påskäggsträd.
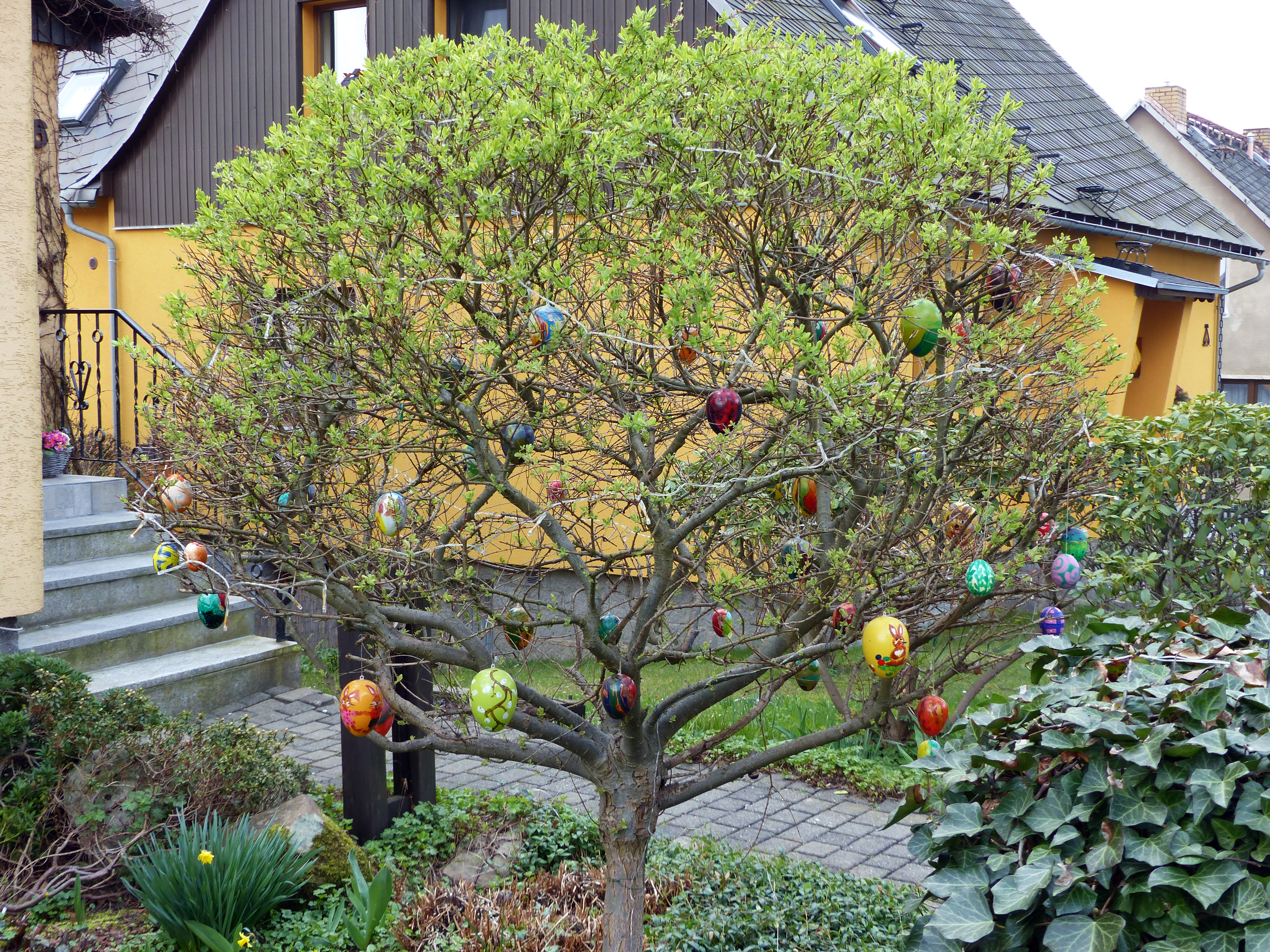
Litet påskäggsträd.
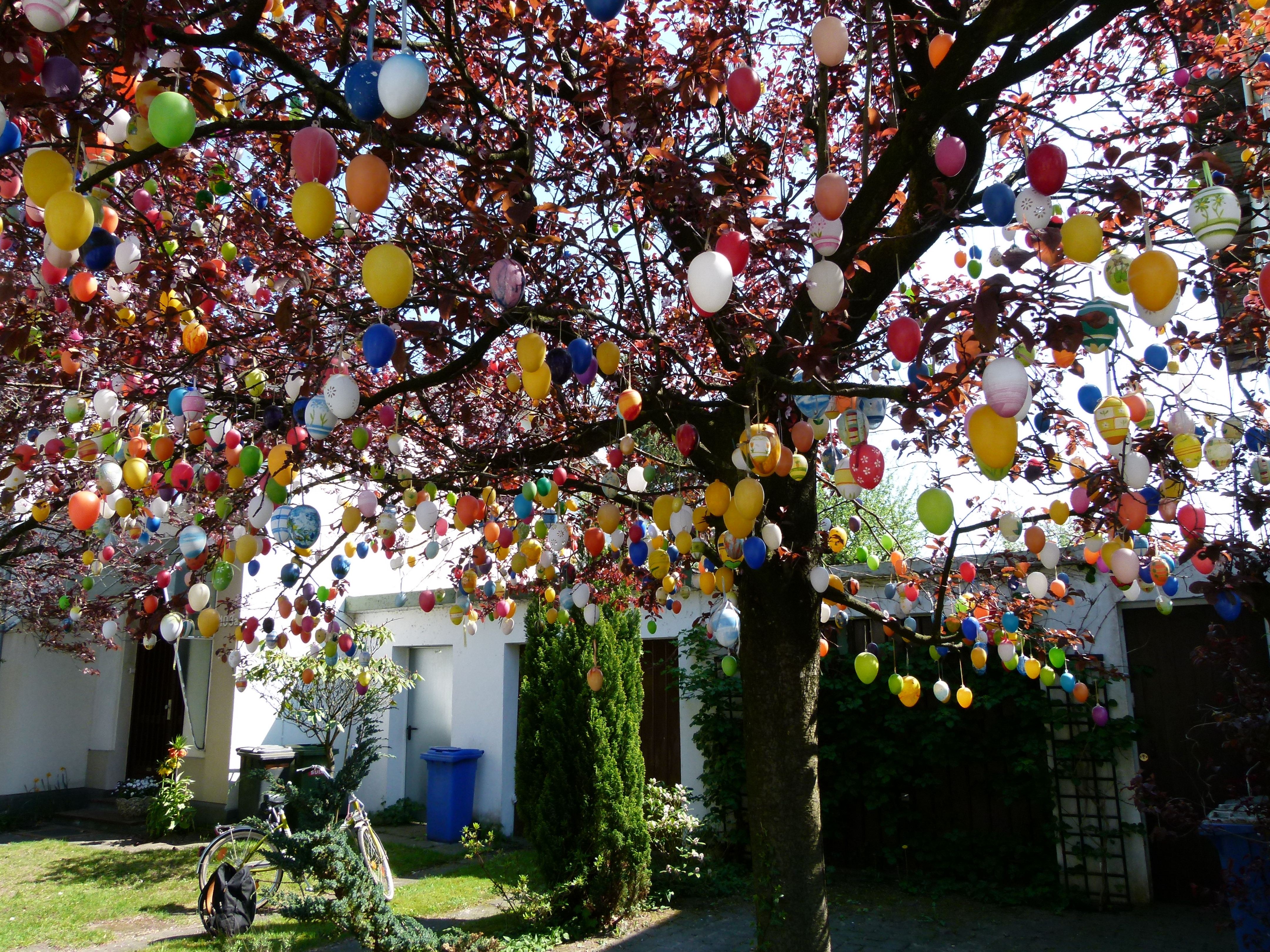
Påskäggsträd.
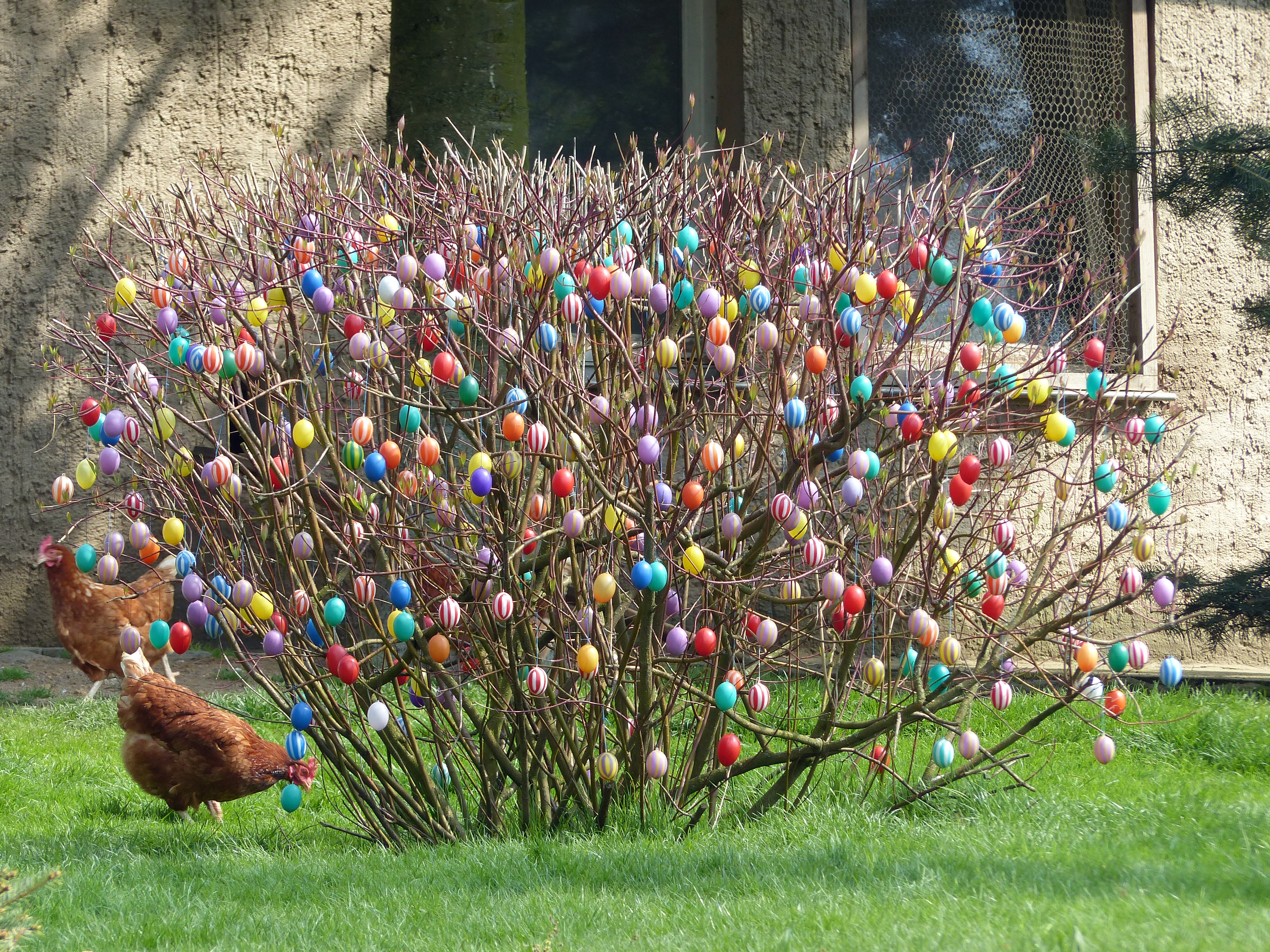
Litet påskäggsträd.